# マクドナルド・コーヒー事件
マクドナルド・コーヒー事件（マクドナルド・コーヒーじけん）は、アメリカ合衆国ニューメキシコ州のマクドナルドで起きた事故と、その事故をめぐる裁判のことである。

## 事件の一部始終
1992年2月、ニューメキシコ州アルバカーキのマクドナルドで、ステラ・リーベック（Stella Liebeck、当時79歳）とその孫がドライブ・スルーでテイクアウト用の朝食を購入した。ステラはその後、マクドナルドの駐車場で停車しているときにコーヒーを膝の間に挟み、ミルクとシュガーを入れるためにコーヒーの蓋を開けようとした。そのとき、誤ってカップが傾いてしまい、コーヒーがすべてステラの膝にこぼれた。
コーヒーはステラが着用していた服に染み込み、ステラはコーヒーの熱さに叫び声をあげた。運転していた孫は、最初はただコーヒーをこぼしただけと思っていたが、徐々にただ事ではないことに気付き、服を脱がせるなどの処置をして近くの病院へ向かった。最寄の病院は満杯であったが、その次の病院は空いていたためステラは収容され、第3度の火傷であると診察された。

## 裁判とその判決
ステラは、火傷の直接的な原因が自分の行動にあることは認識していた。しかし、火傷の一因となったコーヒーの熱さは異常であり、この点についてマクドナルドは是正すべき義務があり、また治療費の一部を補償するべきであるとして訴訟を起こした。
陪審員による評議の結果、次の理由でリーベックに20%、マクドナルドに80%の過失があるとした。
- 訴訟と同様の苦情が過去10年間に700件あったこと
- マクドナルドのコーヒーが客に提供される際の温度は華氏180〜190度（摂氏約85度）だが、家庭用コーヒーメーカーのコーヒーは華氏158〜168度（摂氏約72度）であったこと
- コーヒーを渡す際、マクドナルドはなんら注意をせず、またカップの注意書きも見にくいこと

その上で、填補賠償認定額20万ドルの80％にあたる16万ドルを本来の填補賠償額として、またマクドナルドのコーヒー売上高の2日間分に相当する270万ドルを懲罰的損害賠償額として、それぞれ支払いを命じる評決が下された。日本でこの事件は「コーヒーをこぼしただけで、裁判で3億円（16万ドル+270万ドルの当時の為替レートによる円換算額）もの賠償金を得た」と、訴訟大国アメリカを象徴するものとしてテレビ番組などで取り上げられた。
しかし、判事のスコットは評決後の手続で懲罰賠償額を「填補賠償額の3倍」に当たる48万ドルに減額を命じ、最終的にはマクドナルドが合計64万ドルの賠償金支払いを命じる判決が下された。その後、和解が成立し、マクドナルドは60万ドル未満（非公開）の和解金をステラに支払った。

## 真偽と真相
実際は、ステラには皮膚移植手術を含む7日間の入院と、その後2年間の通院が必要であり、娘はそのため仕事を辞めて介護にあたった。そして、治療費は1万1千ドルにも上り、治療が終わっても火傷は完全には癒えず、その痕が残った。また、マクドナルドは裁判中に「10年間で700件というのは0に等しい」と発言するなど、裁判において陪審員の心証を損ねた。
10年間に販売するコーヒーの数は、1日の売上が135万ドルという認定が正しいとすれば25億を超えるため、リスクマネジメントから考えれば25億分の700は0に等しいというのはあながち間違いではない。その上、他のコーヒーの温度に関する訴訟において「コーヒーの温度が高いほどドライブ中の保持温度が高くなり、ドライブ・スルーの本来の意義から言えば、温度が高い場合の利点が大きい」という結論も出ている。
なお、当初のステラの要求は、治療費1万1千ドルに対する3万ドルだった。これに対して、マクドナルドは800ドルの支払いを申し出たが、ステラはこれを断って弁護士を雇い、裁判を起こした。
この事件の後、米国マクドナルドはコーヒーカップに「HOT（熱い）! HOT! HOT!」と、またドライブ・スルーには「Coffee, tea, and hot chocolate are VERY HOT!（コーヒー、紅茶、ホットチョコレートはとても熱い）」という注意書きを、それぞれ表示するようになった。これにならい、スターバックスなどもコーヒーカップに「内容物は極めて熱いので注意すること」などと表示している。

## 判決に対する、その後のアメリカ国内における反応
マスコミによる報道において、原告側のステラが重傷を実際に負った事実よりも、「コーヒーをこぼしただけで、賠償金目当てに裁判を起こした」という趣旨の偏向報道が当時はもとより、現代にいたるまでなされてきた。その結果、この事件と裁判はあくまで「治療費の請求」であったにもかかわらず、アメリカ国内外に「既存の訴訟システムが生み出す弊害」の一例として強く認識されている。
この裁判の後、同様の訴訟が相次ぐことになったのも事実である。1998年にはコーヒーではなくコーヒーメーカーを相手取った同様の訴訟が行われているが、こちらは原告側の敗訴となっている。コーヒー以外での商品に関するトラブル、とくに説明書における警告の不足などによって被った損害とその補填を中心にした裁判は「訴訟ビジネス」と揶揄されることもある。
ステラの一件に関しても、本来であれば最低限の治療費の支払いでの和解で結審していたはずだった。しかしマクドナルド側の示談交渉における不手際と判事による調停を拒否、裁判中においても「たしかな科学的根拠と数字」を引き合いに出し、提供する側として顧客の安全対策を軽視していると陪審員にみられたことも、原告側の過失を認めつつ、被告である企業側の責任の方が重大であるという判決を引き出した一因だといえる。

### 類似した訴訟
- ダンキンドーナツのコーヒー - 2021年、女性がダンキンドーナツのドライブスルーでコーヒーを受け取った際に、カップのふたが外れてこぼれ熱傷を負った。女性はフランチャイズ店を訴え、2023年に店が女性に対し300万ドルを支払う内容で和解が成立した[1]。